# Codex Vaticanus B
Pour les articles homonymes, voir Codex Vaticanus (homonymie).

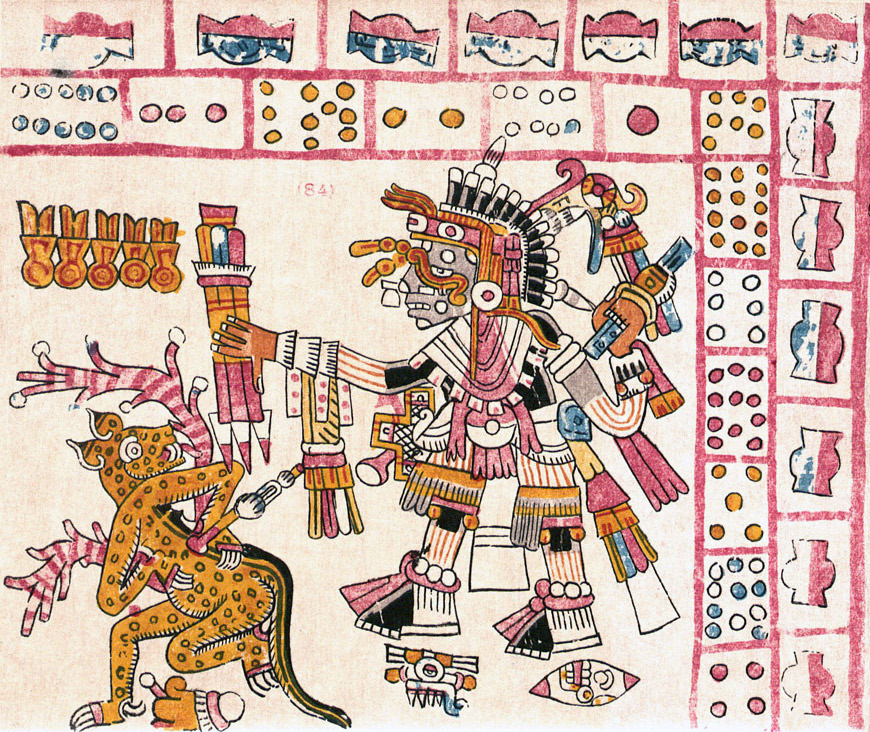
codex vaticanus

Le Codex Vaticanus B, aussi connu sous le nom de Codex Vaticanus 3773, est un codex aztèque rituel et divinatoire. Il est classé dans le groupe Borgia. Il contient 49 feuilles dont 48 d'entre elles sont peintes des deux côtés.

## Histoire
Le lieu d'origine du document est dans la région de Choluli à Puebla, Tlaxcala à Mexico. Il est un des plus grands codex du groupe Borgia. Écrit dans la langue nahuatl, il est fabriqué à partir de peau d'animal. Actuellement, il est conservé à la bibliothèque apostolique vaticane sous la cote Cod.Vat.3773.
Il fut traduit par Eduard Seler et publié en 1902 à Londres.

## Contenu
Le codex Vaticanus a décrit avec précision le cycle de 260 jours du calendrier aztèque nommé tonalpohualli.